# Weinstube Feyerabend

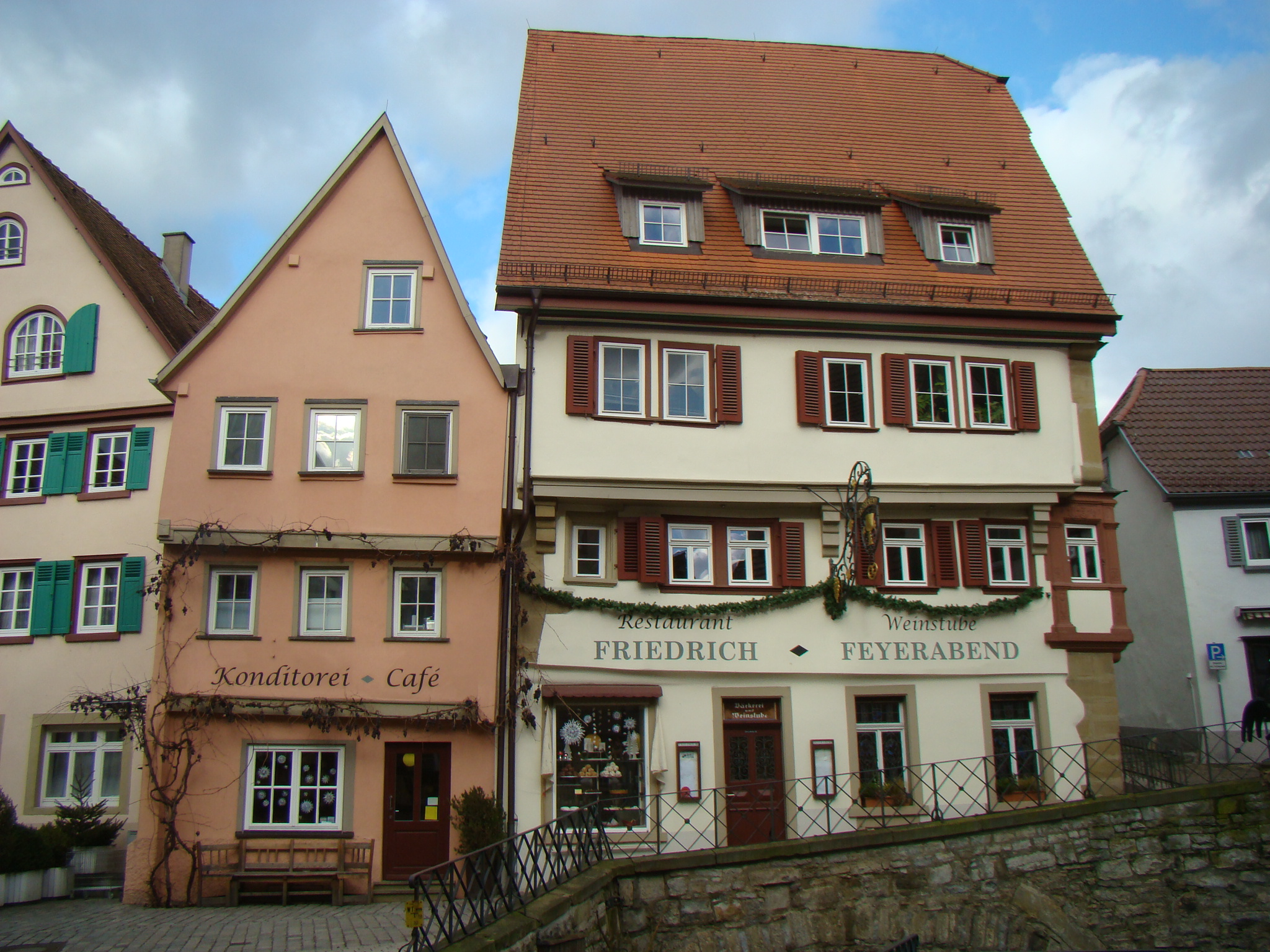
Weinstube Feyerabend in Bad Wimpfen

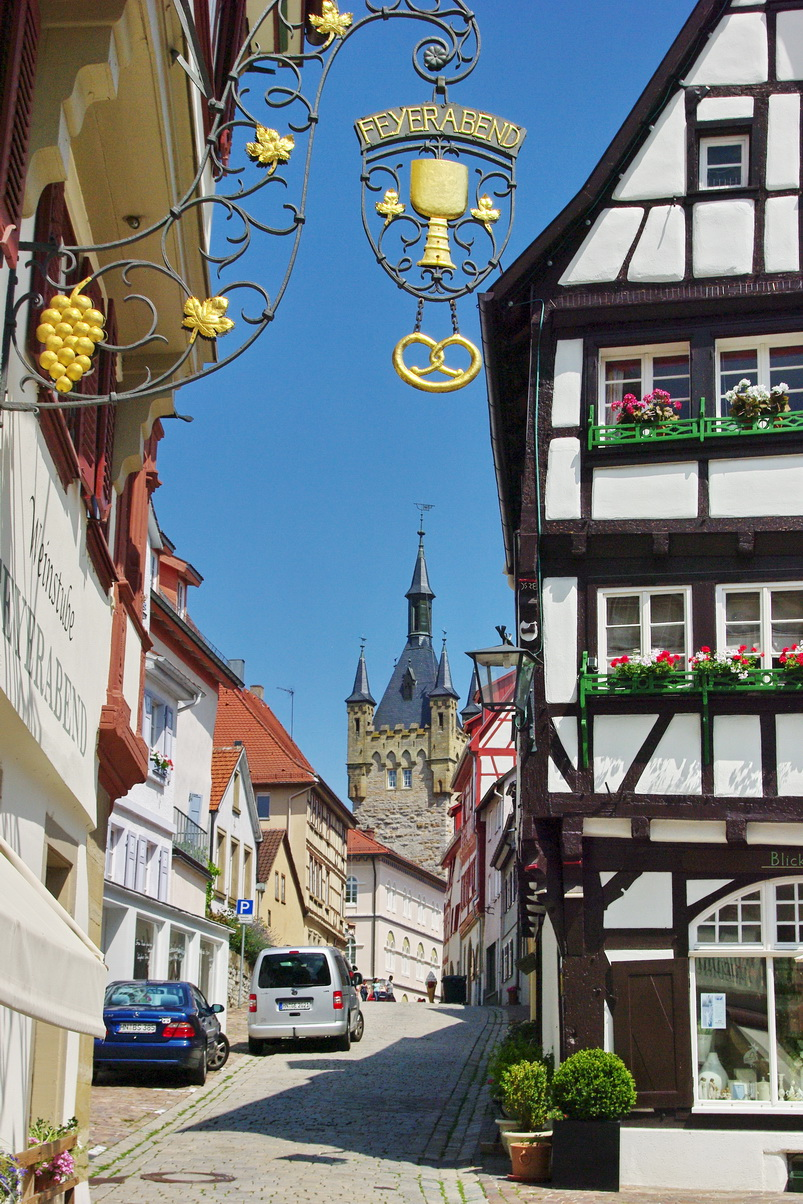
Blick in die Wimpfener Salzgasse. Links die Weinstube Feyerabend mit markantem Wirtshausschild

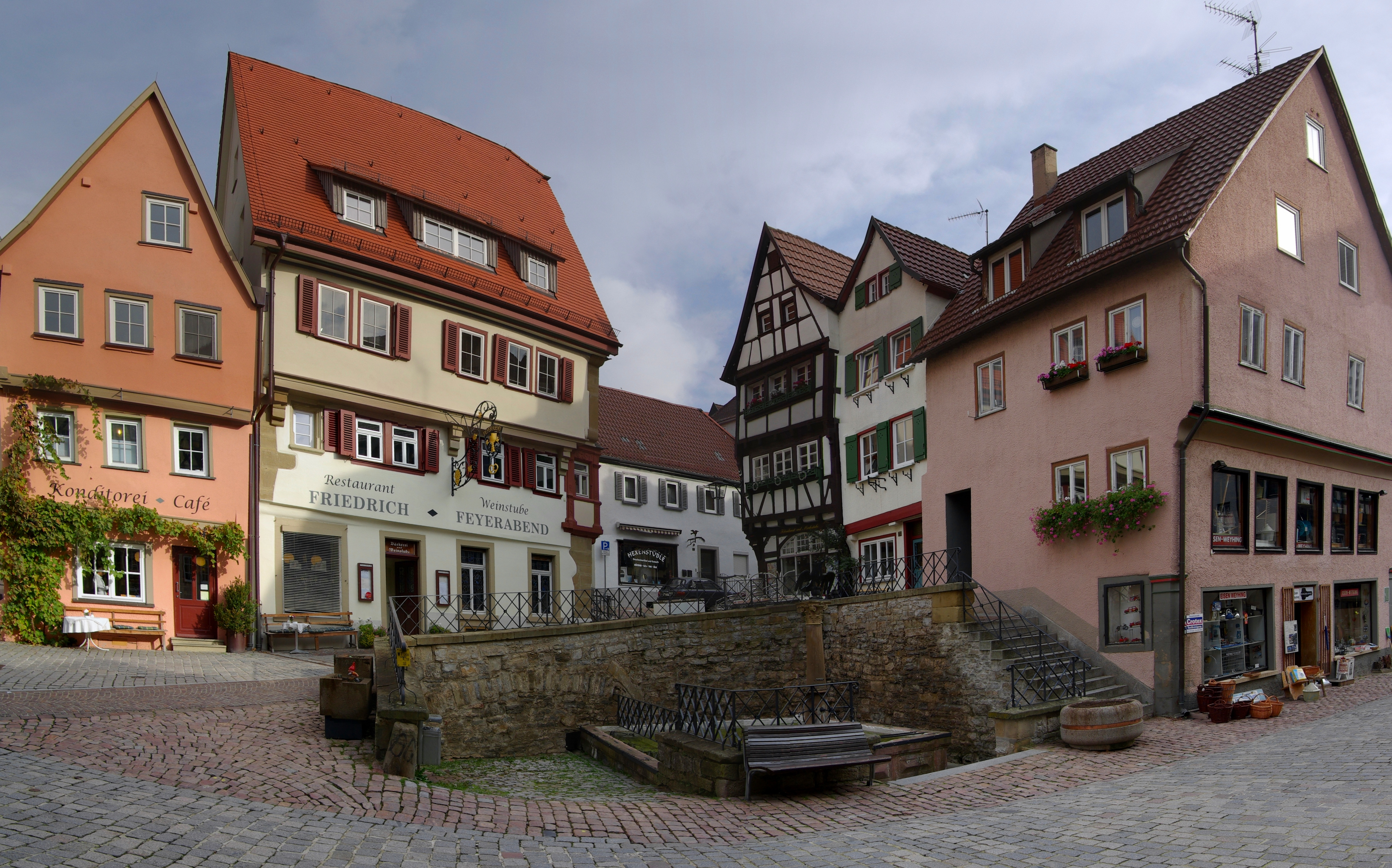
Die Weinstube Feyerabend am Adlerbrunnen, das Nachbargebäude (Nr. 76, links mit orangem Anstrich) ist seit 2005 baulich mit der Weinstube verbunden.

Die Weinstube Feyerabend ist ein denkmalgeschütztes Gebäude in der Hauptstraße 74 in Bad Wimpfen im Landkreis Heilbronn im nördlichen Baden-Württemberg.

## Geschichte
Die Familie Feyerabend stammt ursprünglich aus Talheim, ist jedoch als Bäckerfamilie bereits lange Zeit in Wimpfen ansässig. 1896 erwarb Friedrich Feyerabend das Bauernhaus an der Ecke zur Salzgasse und richtete darin eine Bäckerei mit Weinstube ein. Die Weinstube trug zunächst den Namen Starkenburg, wurde jedoch unter dem Namen der Betreiber bekannt und hat diesen dann auch übernommen. Das markante Wirtshausschild mit Weintrauben, Weinblättern, Weinglas und Brezel wurde 1951 von Stadtbaumeister Josef Vassillière entworfen und von Schlossermeister Fritz Krauss gefertigt.
Der Blick von der Wimpfener Hauptstraße durch die Salzgasse hin zum Blauen Turm ist eine der am weitesten verbreiteten Ansichten der Stadt. Das in die Salzgasse ragende Schild der Weinstube Feyerabend wurde damit sprichwörtlich zu einem der „Aushängeschilder“ der Stadt und war auf der Titelseite zahlreicher Publikationen zu sehen.
1968 wurde der Steinerker des Gebäudes renoviert. 2004 schloss sich eine Instandsetzung der Giebelseite an, gefolgt 2005 von Sanierung und Umbau des Restaurants sowie dem Ausbau des Dachgeschosses und der Dachgauben. Gleichzeitig wurde auch das Nachbargebäude Hauptstraße 76, das ebenfalls unter Denkmalschutz steht, saniert und als Erweiterungstrakt im Erdgeschoss mit dem Hauptgebäude der Weinstube Feyerabend verbunden.
Heute beherbergt das Gebäude neben der Weinstube Feyerabend das Restaurant Friedrich im Obergeschoss sowie eine angeschlossene Konditorei mit Café.

## Beschreibung
Das Gebäude ist ein dreigeschossiges verputztes Haus. Im Erdgeschoss zur Salzgasse hin weist es teils rundbogige Gewände auf, die Eckquaderung reicht teilweise bis ins zweite Obergeschoss. An der Giebelseite des ersten Obergeschosses befindet sich ein reich gestalteter Steinerker. Das zweite Obergeschoss kragt an der Traufseite über Steinknaggen vor. Der Giebel ist in Sichtfachwerktechnik gestaltet. Das rußgeschwärzte Dachwerk mit überblatteten Holzverbindungen hat die Form eines Satteldachs mit Schleppgauben. Das Gebäude trägt am Erker die Datierung 1563 und den Namen des Baumeisters Hans Herolt, außerdem die Namen des Ehepaars Ruff und zwei Hausmarken mit einem Herz und einer Brezel in heraldischen Schilden. Baumeister Herolt kommt aus stilistischen Überlegungen auch für das unweit in der Hauptstraße 84 gelegene Gasthaus Grüner Baum (dat. 1555/58) in Betracht.